# غورنيا صوفايا
غورنيا صوفايا (بالصربية السيريلية Горња Суваја) هي قرية في البوسنة والهرسك. وهي تقع في بلدية بوزانسكا كروبا التابعة لكانتون يونا-سانا في اتحاد البوسنة والهرسك. طبقا لنتائج تعداد البوسنة عام 2013، فقد كان عدد سكانها 85 نسمة.

## التركيبة السكانية

### التطور التاريخي للسكان
| 1961 | 1971 | 1981 | 1991 | 2013 |
| ---- | ---- | ---- | ---- | ---- |
| 611  | 581  | 530  | 446  | 85   |

### المجتمع المحلي
في عام 1991 كانت جزءا من صوفايا، والتي كان عدد سكانها 1,094 نسمة موزعة على النحو التالي:

## وصلات خارجية
- (بالإنجليزية) Maplandia